# Daichi Shibata
Daichi Shibata (japanisch 柴田 大地 Shibata Daichi; * 13. August 1990 in der Präfektur Mie) ist ein ehemaliger japanischer Fußballspieler.

## Karriere
Shibata erlernte das Fußballspielen in der Jugendmannschaft der Urawa Reds und der Universitätsmannschaft der Biwako Seikei Sport College. Seinen ersten Vertrag unterschrieb er 2013 beim Fujieda MYFC. Der Verein spielte in der dritthöchsten Liga des Landes, der Japan Football League. 2014 wechselte er zum Zweitligisten Kataller Toyama. Für den Verein absolvierte er zwei Ligaspiele. 2015 wechselte er zum FC Suzuka Rampole. Ende 2015 beendete er seine Karriere als Fußballspieler.